# Kurhausstraße 16 (Bad Kissingen)

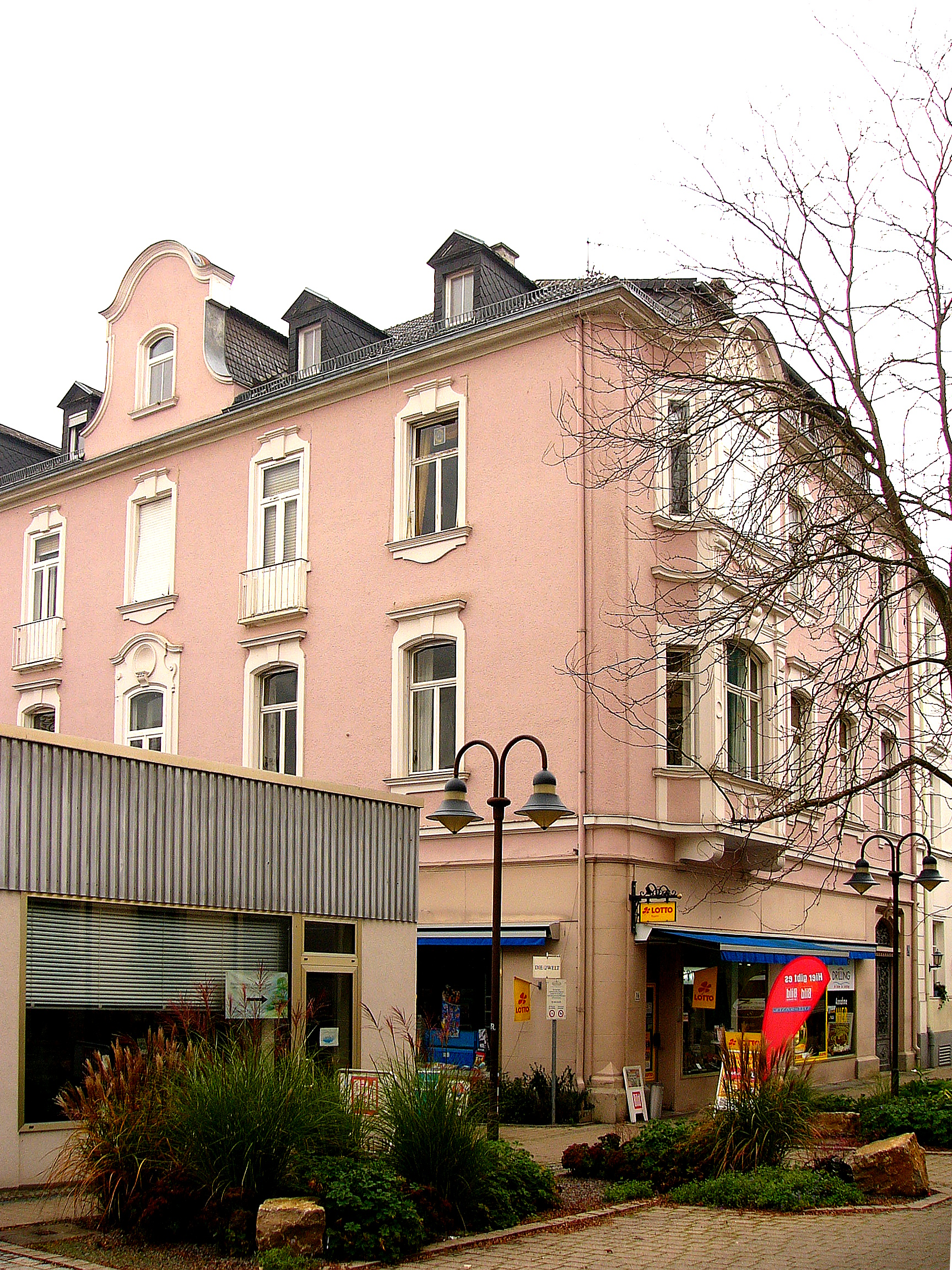
Kurhausstraße 16 in Bad Kissingen

Das Gebäude Kurhausstraße 16 in der Kurhausstraße in Bad Kissingen, der Großen Kreisstadt des unterfränkischen Landkreises Bad Kissingen, gehört zu den Bad Kissinger Baudenkmälern und ist unter der Nummer D-6-72-114-260 in der Bayerischen Denkmalliste registriert.

## Geschichte
Das Wohn- und Geschäftshaus wurde um das Jahr 1905 im barockisierenden Späthistorismus errichtet. Es handelt sich um einen dreigeschossigen Massivbau mit Walmdach. Des Weiteren ist ein Erker mit Putzdekor und Zwerchhaus mit geschwungenem Giebel vorhanden.
Die barocken Elemente äußern sich in den Fensterrahmungen, dem Erker mit Stuckdekor sowie einer eisernen Eingangstür mit reichen Füllungen.
Heute befinden sich in dem Anwesen ein Kiosk, ein Café und Wohnungen.